# آموس كارداريللي
آموس كارداريللي (بالإيطالية: Amos Cardarelli)‏ لاعب كرة قدم إيطالي في مركز الدفاع (ولد في يوم 6 مارس من العام 1930 في مونتيروتوندو) احترف اللعب مع نادي روما ونادي إنتر ميلان الإيطاليين.

## اقرأ أيضاً
- برونو كونتي
- فرانشيسكو توتي
- نادي روما

## روابط خارجية
- آموس كارداريللي على موقع قاعدة بيانات كرة القدم.إي يو (الإنجليزية)
- آموس كارداريللي على موقع عالم كرة القدم.نت (الإنجليزية)
- آموس كارداريللي على موقع أوليمبيديا (الإنجليزية)